# Phytometra ernestinana
Phytometra ernestinana är en fjärilsart som beskrevs av Blanchard 1840. Phytometra ernestinana ingår i släktet Phytometra och familjen nattflyn. Inga underarter finns listade i Catalogue of Life.